# Centre technique des institutions de prévoyance
Le Centre technique des institutions de prévoyance (CTIP) est un organisme français chargé de représenter et défendre  les intérêts généraux des institutions de prévoyance et des entreprises adhérentes à celles-ci. Il regroupe l'ensemble des institutions de prévoyance françaises soit 32 institutions. Sont également adhérentes une union d'institutions, une institution de gestion de retraite supplémentaire, une institution de retraite professionnelle supplémentaire et trois structures de groupes assurantiels (SGAPS). Cet organisme a le statut d'Association loi de 1901.

## Historique
Il a été créé le 3 février 1986 par 20 institutions de prévoyance. 
Dès 1989, il intervient auprès des pouvoirs publics et, en 1991, demande au nom des institutions membres l'application à leurs activités des directives européennes relatives à l'assurance. Ce qui est fait avec la loi de 1994 qui fixe les statuts et modalités de fonctionnement des institutions de prévoyance. En 1996, le CTIP fait partie des membres fondateurs de l'Association européenne des institutions paritaires (AEIP). Depuis la loi de 2004 portant la réforme de l'assurance maladie, il est membre de l'Union nationale des organismes d'assurance maladie complémentaire (UNOCAM) au même titre que la Fédération française de l'assurance (FFA) et la Fédération nationale de la mutualité française (FNMF).

## Fonctionnement
Le fonctionnement du CTIP reflète celui des institutions de prévoyance. Sa gestion est donc également paritaire. 
Son Conseil d'administration comporte un collège des employeurs, représentant les organisations patronales (MEDEF, CGPME, UNAPL, UPA, FNSEA) et un collège des salariés constitué de représentants des syndicats représentatifs sur le plan national (CFDT, CFE-CGC, CGT, FO, CFTC). Le Conseil compte 30 membres désignés au niveau national par les organisations professionnelles et au moins quinze d'entre eux, sont également administrateurs d'une institution de prévoyance. Un Bureau paritaire de 10 membres est issu de ce Conseil. Sa présidence est assurée par chaque collège alternativement par périodes de deux ans.
Le Conseil fixe les orientations du CTIP et les délibérations sont prises à la majorité des membres.
Il existe également un Comité Exécutif regroupant une vingtaine de directeurs généraux des institutions de prévoyance qui prépare et met en œuvre les actions du CTIP.

## Organisation
La majorité des travaux effectués au CTIP sont le fait de groupes de travail ou commissions. Ceux-ci rassemblent des collaborateurs des institutions de prévoyance et sont animés par les membres de l'équipe du CTIP. Aux 32 personnes de l'équipe, se rajoutent ainsi 150 à 200 personnes.
Denis Laplane a été porté à la présidence du CTIP en Janvier 2021. Il succède à Djamel Souami.

## Missions
Le Centre technique des institutions de prévoyance a pour missions : 
1. D’étudier, de défendre et de représenter les intérêts généraux des institutions paritaires et des autres structures juridiques de protection sociale membres de l’association ainsi que ceux de leurs membres adhérents et de leurs membres participants dans le domaine de la protection sociale complémentaire ;
2. De procéder à toute action d’intérêt général favorisant le développement de la prévoyance au sein de chaque institution paritaire ou autre structure juridique de protection sociale membre de l’association ;
3. De définir des orientations et d’élaborer des recommandations destinées à mieux organiser la gouvernance desdites institutions paritaires et autres structures juridiques de protection sociale membres de l’association ainsi que d’en effectuer un suivi annuel conformément à la décision des partenaires sociaux du 4 novembre 2004 et à la section 8 de l’Accord sur la gouvernance des groupes paritaires de protection sociale du 8 juillet 2009  ;
4. De valoriser l’image spécifique et le rôle desdites institutions paritaires et autres structures juridiques de protection sociale membres de l’association au sein de la prévoyance sociale ;
5. De promouvoir et de procéder à des actions de formation des administrateurs de ces institutions paritaires et autres structures juridiques de protection sociale membres de l’association ;
6. D’étudier et de proposer à ses membres des actions de prévention ;
7. De procéder, à la demande de ses membres, à toutes études permettant une meilleure information sur la prévoyance sociale, tendant à une meilleure efficacité, à une plus grande productivité des institutions de prévoyance et de ses autres membres ;
8. De répondre à toute demande d’études du Fonds paritaire de garantie régi par les articles L 931-35 à L 931-42 du code de la sécurité sociale.